# Fiffaro
Il fiffaro (talvolta anche "piffero", dal tedesco pfeife) è genericamente un flauto traverso, e in particolare un ottavino privo di tasti, dal suono molto acuto e penetrante, usato prevalentemente dalle bande militari accompagnato da tamburi. Era lo strumento principale di tutte le armate del XVIII e XIX secolo, specialmente delle Giubbe Rosse britanniche. Insieme al tamburo, serviva ad alzare il morale dei soldati e a tenere ordine nella formazione. Nei giorni d'oggi, è usato soltanto nelle parate, tra cui la più famosa, Trooping the Colour.
Ha origine nella Svizzera del XIV secolo ed è stato diffuso in tutta Europa dai mercenari svizzeri. Nell'Europa medievale era usato nella tradizione della musica popolare per accompagnare le danze di tutte le classi sociali.